# Taxonomie van de bijen
Met de taxonomie van de bijen wordt de indeling van de bijen in verschillende groepen bedoeld, zoals families en geslachten. Onderstaand zijn alle bijenfamilies opgenomen inclusief hun relaties op het niveau van onderorde, infraorde en divisie. Daarnaast is voor zover bekend het in de wetenschappelijke literatuur beschreven aantal soorten opgenomen.
Familie Apidae (Bijen en hommels) 
- Onderfamilie Apinae 
  - Geslacht Acamptopoeum 
  - Geslacht Anthemurgus 
  - Geslacht Anthrenoides 
  - Geslacht Acanthopus 
  - Geslacht Afromelecta 
  - Geslacht Agapanthinus 
  - Geslacht Aglae 
  - Geslacht Aglaomelissa 
  - Geslacht Alepidosceles Moure, 1947
  - Geslacht Alloscirtetica 
  - Geslacht Amegilla Friese, 1897
  - Geslacht Ancyla 
  - Geslacht Ancyloscelis Latreille, 1829
  - Geslacht Anthophora (Sachembijen) Latreille, 1803
  - Geslacht Anthophorula 
  - Geslacht Apis (Honingbijen) Linnaeus, 1758
  - Geslacht Apotrigona 
  - Geslacht Arhysoceble Moure, 1948
  - Geslacht Austroplebeia Moure, 1961
  - Geslacht Axestotrigona 
  - Geslacht Bombus (Hommels) 
  - Geslacht Brachymelecta 
  - Geslacht Caenonomada Ashmead, 1899
  - Geslacht Camargoia 
  - Geslacht Canephorula 
  - Geslacht Cemolobus 
  - Geslacht Centris 
  - Geslacht Cephalotrigona Schwarz, 1940
  - Geslacht Chalepogenus Holmberg, 1903
  - Geslacht Chilimalopsis 
  - Geslacht Cleptotrigona Moure, 1961
  - Geslacht Coelioxoides 
  - Geslacht Ctenioschelus 
  - Geslacht Ctenoplectra 
  - Geslacht Ctenoplectrina 
  - Geslacht Cubitalia 
  - Geslacht Dactylurina Cockerell, 1934
  - Geslacht Deltoptila LaBerge & Michener, 1963
  - Geslacht Diadasia Patton, 1879
  - Geslacht Diadasina Moure, 1950
  - Geslacht Duckeola 
  - Geslacht Elaphropoda Lieftinck, 1966
  - Geslacht Electrapis Cockerell, 1908  †
  - Geslacht Epeoloides (Viltbijen) Giraud, 1863
  - Geslacht Epicharis 
  - Geslacht Epiclopus 
  - Geslacht Eremapis 
  - Geslacht Ericrocis 
  - Geslacht Eucera (Langhoornbijen) 
  - Geslacht Eucerinoda 
  - Geslacht Eufriesea 
  - Geslacht Euglossa 
  - Geslacht Eulaema 
  - Geslacht Exaerete 
  - Geslacht Exomalopsis 
  - Geslacht Florilegus 
  - Geslacht Friesella 
  - Geslacht Frieseomelitta 
  - Geslacht Gaesischia 
  - Geslacht Gaesochira 
  - Geslacht Geniotrigona 
  - Geslacht Geotrigona 
  - Geslacht Habrophorula Lieftinck, 1974
  - Geslacht Habropoda Smith, 1854
  - Geslacht Hamatothrix 
  - Geslacht Heterotrigona 
  - Geslacht Homotrigona 
  - Geslacht Hopliphora 
  - Geslacht Hypotrigona Cockerell, 1934
  - Geslacht Isepeolus 
  - Geslacht Lanthanomelissa Holmberg, 1903
  - Geslacht Leiopodus 
  - Geslacht Lepidotrigona 
  - Geslacht Lestrimelitta Friese, 1903
  - Geslacht Leurotrigona 
  - Geslacht Liotrigona Moure, 1961
  - Geslacht Lisotrigona Moure, 1961
  - Geslacht Lophothygater 
  - Geslacht Lophotrigona 
  - Geslacht Martinapis 
  - Geslacht Melecta (Rouwbijen) 
  - Geslacht Melectoides 
  - Geslacht Meliphilopsis Roig-Alsina, 1994
  - Geslacht Meliplebeia 
  - Geslacht Melipona Illiger, 1806
  - Geslacht Meliponula Cockerell, 1934
  - Geslacht Melissodes 
  - Geslacht Melissoptila 
  - Geslacht Melitoma Lepeletier et Serville, 1828
  - Geslacht Melitomella Roig-Alsina, 1998
  - Geslacht Meliwillea Roubik, Segura & Camargo, 1997
  - Geslacht Mesocheira 
  - Geslacht Mesonychium 
  - Geslacht Mesoplia 
  - Geslacht Micronychapis 
  - Geslacht Mirnapis 
  - Geslacht Monoeca Lepeletier & Serville, 1828
  - Geslacht Mourella 
  - Geslacht Nannotrigona Cockerell, 1922
  - Geslacht Nanorhathymus 
  - Geslacht Nogueirapis Moure, 1953
  - Geslacht Notolonia 
  - Geslacht Odontotrigona 
  - Geslacht Osirinus Roig-Alsina, 1989
  - Geslacht Osiris Smith, 1854
  - Geslacht Oxytrigona Cockerell, 1917
  - Geslacht Pachymelus Smith, 1879
  - Geslacht Pachysvastra 
  - Geslacht Papuatrigona 
  - Geslacht Paratetrapedia Moure, 1941
  - Geslacht Paratrigona Schwarz, 1938
  - Geslacht Paratrigonoides 
  - Geslacht Parepeolus Ducke, 1912
  - Geslacht Pariotrigona Moure, 1961
  - Geslacht Partamona Schwarz, 1939
  - Geslacht Peponapis 
  - Geslacht Platysvastra 
  - Geslacht Platytrigona 
  - Geslacht Plebeia Schwarz, 1938
  - Geslacht Plebeiella 
  - Geslacht Plebeina Moure, 1961
  - Geslacht Protobombus Cockerell, 1908  †
  - Geslacht Protosiris Roig-Alsina, 1989
  - Geslacht Ptilothrix Smith, 1853
  - Geslacht Ptilotrigona 
  - Geslacht Rhathymus 
  - Geslacht Santiago 
  - Geslacht Scaptotrigona Moure, 1942
  - Geslacht Scaura 
  - Geslacht Schwarziana 
  - Geslacht Schwarzula 
  - Geslacht Simanthedon 
  - Geslacht Sinomelecta 
  - Geslacht Sundatrigona 
  - Geslacht Svastra 
  - Geslacht Svastrides 
  - Geslacht Svastrina 
  - Geslacht Syntrichalonia 
  - Geslacht Tapinotaspis Holmberg, 1903
  - Geslacht Tapinotaspoides Moure, 1944
  - Geslacht Tarsalia 
  - Geslacht Teratognatha 
  - Geslacht Tetragona 
  - Geslacht Tetragonilla 
  - Geslacht Tetragonisca 
  - Geslacht Tetragonula 
  - Geslacht Tetralonia 
  - Geslacht Tetraloniella 
  - Geslacht Tetralonioidella 
  - Geslacht Tetrapedia 
  - Geslacht Tetrigona 
  - Geslacht Thygater 
  - Geslacht Thyreomelecta 
  - Geslacht Thyreus 
  - Geslacht Toromelissa Roig-Alsina, 1998
  - Geslacht Trichocerapis 
  - Geslacht Trichotrigona Camargo & Moure, 1983
  - Geslacht Trigona Jurine, 1807
  - Geslacht Trigonisca Moure, 1950
  - Geslacht Trigonopedia Moure, 1941
  - Geslacht Ulugombakia 
  - Geslacht Xenoglossa 
  - Geslacht Xeromelecta 
  - Geslacht Zacosmia

- Onderfamilie Nomadinae 
  - Geslacht Aethammobates 
  - Geslacht Ammobates 
  - Geslacht Ammobatoides 
  - Geslacht Biastes 
  - Geslacht Brachynomada 
  - Geslacht Caenoprosopina 
  - Geslacht Caenoprosopis 
  - Geslacht Chiasmognathus 
  - Geslacht Doeringiella 
  - Geslacht Epeolus 
  - Geslacht Hexepeolus 
  - Geslacht Holcopasites 
  - Geslacht Kelita 
  - Geslacht Melanempis 
  - Geslacht Neolarra 
  - Geslacht Neopasites 
  - Geslacht Nomada 
  - Geslacht Odyneropsis 
  - Geslacht Oreopasites 
  - Geslacht Parammobatodes 
  - Geslacht Paranomada 
  - Geslacht Pasites 
  - Geslacht Pseudepeolus 
  - Geslacht Rhinepeolus 
  - Geslacht Rhogepeolus 
  - Geslacht Rhopalolemma 
  - Geslacht Schmiedeknechtia 
  - Geslacht Sphecodopsis 
  - Geslacht Spinopasites 
  - Geslacht Thalestria 
  - Geslacht Townsendiella 
  - Geslacht Triepeolus 
  - Geslacht Triopasites

- Onderfamilie Xylocopinae 
  - Geslacht Allodape 
  - Geslacht Allodapula 
  - Geslacht Braunsapis 
  - Geslacht Ceratina 
  - Geslacht Compsomelissa 
  - Geslacht Effractapis 
  - Geslacht Eucondylops 
  - Geslacht Exoneura 
  - Geslacht Exoneurella 
  - Geslacht Exoneuridia 
  - Geslacht Macrogalea 
  - Geslacht Manuelia 
  - Geslacht Nasutapis 
  - Geslacht Xylocopa

Familie Andrenidae 
- Onderfamilie Andreninae 
  - Geslacht Alocandrena 
  - Geslacht Ancylandrena 
  - Geslacht Andrena (Zandbijen) 
  - Geslacht Euherbstia 
  - Geslacht Megandrena 
  - Geslacht Orphana

- Onderfamilie Oxaeinae 
  - Geslacht Mesoxaea 
  - Geslacht Notoxaea 
  - Geslacht Oxaea 
  - Geslacht Protoxaea

- Onderfamilie Andreninae 
  - Geslacht Acamptopoeum 
  - Geslacht Anthemurgus 
  - Geslacht Anthrenoides 
  - Geslacht Arhysosage 
  - Geslacht Austropanurgus 
  - Geslacht Avpanurgus 
  - Geslacht Borgatomelissa 
  - Geslacht Calliopsis 
  - Geslacht Callonychium 
  - Geslacht Camptopoeum 
  - Geslacht Chaeturginus 
  - Geslacht Clavipanurgus 
  - Geslacht Flavipanurgus 
  - Geslacht Flavomeliturgula 
  - Geslacht Gasparinahla 
  - Geslacht Liphanthus 
  - Geslacht Litocalliopsis 
  - Geslacht Macrotera 
  - Geslacht Melitturga 
  - Geslacht Meliturgula 
  - Geslacht Mermiglossa 
  - Geslacht Neffapis 
  - Geslacht Nolanomelissa 
  - Geslacht Panurginus 
  - Geslacht Panurgus (Roetbijen) 
  - Geslacht Parapsaenythia 
  - Geslacht Parasarus 
  - Geslacht Perdita 
  - Geslacht Plesiopanurgus 
  - Geslacht Protandrena 
  - Geslacht Protomeliturga 
  - Geslacht Psaenythia 
  - Geslacht Pseudopanurgus 
  - Geslacht Pseudosarus 
  - Geslacht Rhophitulus 
  - Geslacht Simpanurgus 
  - Geslacht Spinoliella

Familie Colletidae 
- Onderfamilie Colletinae Lepeletier, 1841
  - Geslacht Brachyglossula Hedicke, 1922
  - Geslacht Callomelitta Smith, 1853
  - Geslacht Chrysocolletes Michener, 1965
  - Geslacht Colletes (Zijdebijen) Latreille, 1802
  - Geslacht Eulonchopria Brèthes, 1909
  - Geslacht Glossurocolletes Michener, 1965
  - Geslacht Hesperocolletes Michener, 1965
  - Geslacht Leioproctus Smith, 1853
  - Geslacht Lonchopria Vachal, 1905
  - Geslacht Lonchorhyncha Michener, 1989
  - Geslacht Mourecotelles Toro & Cabezas, 1977
  - Geslacht Neopasiphae Perkins, 1912
  - Geslacht Niltonia Moure, 1964
  - Geslacht Paracolletes Smith, 1853
  - Geslacht Phenacolletes Cockerell, 1905
  - Geslacht Trichocolletes Cockerell, 1912

- Onderfamilie Diphaglossinae Vachal, 1909
  - Geslachtengroep Caupolicanini Michener, 1944
    - Geslacht Caupolicana Spinola, 1851
    - Geslacht Crawfordapis Moure, 1964
    - Geslacht Ptiloglossa Smith, 1853

  - Geslachtengroep Diphaglossini Vachal, 1909
    - Geslacht Cadeguala Reed, 1892
    - Geslacht Cadegualina Michener, 1986
    - Geslacht Diphaglossa Spinola, 1851

  - Geslachtengroep Dissoglottini Moure, 1945
    - Geslacht Mydrosoma Smith, 1879
    - Geslacht Mydrosomella Michener, 1986
    - Geslacht Ptiloglossidia Moure, 1953

- Onderfamilie Euryglossinae Michener, 1944
  - Geslacht Brachyhesma Michener, 1965
  - Geslacht Callohesma Michener, 1965
  - Geslacht Dasyhesma Michener, 1965
  - Geslacht Euhesma Michener, 1965
  - Geslacht Euryglossa Smith, 1853
  - Geslacht Euryglossina Cockerell, 1910
  - Geslacht Euryglossula Michener, 1965
  - Geslacht Heterohesma Michener, 1965
  - Geslacht Hyphesma Michener, 1965
  - Geslacht Melittosmithia Schulz, 1906
  - Geslacht Pachyprosopis Perkins, 1908
  - Geslacht Sericogaster Westwood, 1835
  - Geslacht Stenohesma Michener, 1965
  - Geslacht Tumidihesma Exley, 1996
  - Geslacht Xanthesma Michener, 1965

- Onderfamilie Hylaeinae Viereck, 1916
  - Geslacht Amphylaeus Michener, 1965
  - Geslacht Calloprosopis Snelling
  - Geslacht Hemirhiza Michener, 1965
  - Geslacht Hylaeus (Maskerbijen) Fabricius, 1793
  - Geslacht Hyleoides Smith, 1853
  - Geslacht Meroglossa Smith, 1853
  - Geslacht Palaeorhiza Perkins, 1908
  - Geslacht Pharohylaeus Michener
  - Geslacht Xenorhiza Michener, 1965

- Onderfamilie Scraptrinae 
  - Geslacht Scrapter Lepeletier & Serville, 1825

- Onderfamilie Xeromelissinae Cockerell, 1926
  - Geslacht Chilicola Spinola, 1851
  - Geslacht Chilimelissa Toro & Moldenke, 1979
  - Geslacht Xenochilicola Toro & Moldenke, 1979
  - Geslacht Xeromelissa Cockerell, 1926

Familie Dasypodaidae 
Familie Halictidae 
- Onderfamilie Augochlorinae Beebe, 1925
  - Geslacht Andinaugochlora 
  - Geslacht Ariphanarthra 
  - Geslacht Augochlora 
  - Geslacht Augochlorella 
  - Geslacht Augochlorodes 
  - Geslacht Augochloropsis 
  - Geslacht Caenaugochlora 
  - Geslacht Chlerogas 
  - Geslacht Chlerogella 
  - Geslacht Chlerogelloides 
  - Geslacht Corynura 
  - Geslacht Halictillus 
  - Geslacht Megalopta 
  - Geslacht Megaloptidia 
  - Geslacht Megaloptilla 
  - Geslacht Megommation 
  - Geslacht Micrommation 
  - Geslacht Neocorynura 
  - Geslacht Paroxystoglossa 
  - Geslacht Pseudaugochlora 
  - Geslacht Rhectomia 
  - Geslacht Rhinocorynura 
  - Geslacht Temnosoma 
  - Geslacht Thectochlora 
  - Geslacht Xenochlora

- Onderfamilie Halictinae Thomson, 1869
  - Geslacht Eickwortapis   †
  - Geslacht Nesagapostemon   †
  - Geslacht Oligochlora   †
  - Geslachtengroep Caenohalictini Michener, 1954
  - Geslachtengroep Halictini Thomson, 1869
    - Geslacht Agapostemon 
    - Geslacht Caenohalictus 
    - Geslacht Dinagapostemon 
    - Geslacht Echthralictus 
    - Geslacht Eupetersia 
    - Geslacht Glossodialictus 
    - Geslacht Habralictus 
    - Geslacht Halictus (Groefbijen) 
    - Geslacht Homalictus 
    - Geslacht Lasioglossum (Groefbijen) 
    - Geslacht Mexalictus 
    - Geslacht Microsphecodes 
    - Geslacht Nesosphecodes 
    - Geslacht Paragapostemon 
    - Geslacht Parathrincostoma 
    - Geslacht Patellapis 
    - Geslacht Pseudagapostemon 
    - Geslacht Ptilocleptis 
    - Geslacht Rhinetula 
    - Geslacht Ruizantheda 
    - Geslacht Sphecodes (Bloedbijen) 
    - Geslacht Thrincohalictus 
    - Geslacht Thrinchostoma 
    - Geslacht Urohalictus 

  - Geslachtengroep Sphecodini Schenck, 1869
  - Geslachtengroep Thrinchostomini Sakagami, 1974
- Onderfamilie Nomiinae Robertson, 1904
- Onderfamilie Nomioidinae Börner, 1919
  - Geslacht Cellariella 
  - Geslacht Ceylalictus 
  - Geslacht Nomioides
- Onderfamilie Rophitinae Schenk, 1866
  - Geslacht Ceblurgus 
  - Geslacht Conanthalictus 
  - Geslacht Dufourea (Glansbijen) 
  - Geslacht Goeletapis 
  - Geslacht Micralictoides 
  - Geslacht Morawitzella 
  - Geslacht Morawitzia 
  - Geslacht Penapis 
  - Geslacht Protodufourea 
  - Geslacht Rophites (Slurfbijen) 
  - Geslacht Sphecodosoma 
  - Geslacht Systropha 
  - Geslacht Xeralictus

Familie Megachilidae 
- Onderfamilie Fideliinae 
  - Geslachtengroep Pararhophitini 
    - Geslacht Pararhophites 

  - Geslachtengroep Fideliini 
    - Geslacht Fidelia 
    - Geslacht Neofidelia
- Onderfamilie Megachilinae 
  - Geslachtengroep Lithurgini 
    - Geslacht Lithurgus 
    - Geslacht Microthurge 
    - Geslacht Trichothurgus 

  - Geslachtengroep Osmiini 
    - Geslacht Afroheriades 
    - Geslacht Ashmeadiella 
    - Geslacht Atoposmia 
    - Geslacht Bekilia 
    - Geslacht Chelostoma 
    - Geslacht Haetosmia 
    - Geslacht Heriades 
    - Geslacht Hofferia 
    - Geslacht Hoplitis 
    - Geslacht Hoplosmia 
    - Geslacht Noteriades 
    - Geslacht Ochreriades 
    - Geslacht Osmia 
    - Geslacht Othinosmia 
    - Geslacht Protosmia 
    - Geslacht Pseudoheriades 
    - Geslacht Stenoheriades 
    - Geslacht Stenosmia 
    - Geslacht Wainia 
    - Geslacht Xeroheriades 

  - Geslachtengroep Anthidiini 
    - Geslacht Acedanthidium 
    - Geslacht Afranthidium 
    - Geslacht Afrostelis 
    - Geslacht Anthidiellum 
    - Geslacht Anthidioma 
    - Geslacht Anthidium 
    - Geslacht Anthodioctes 
    - Geslacht Apianthidium 
    - Geslacht Aspidosmia 
    - Geslacht Austrostelis 
    - Geslacht Aztecanthidium 
    - Geslacht Bathanthidium 
    - Geslacht Benanthis 
    - Geslacht Cyphanthidium 
    - Geslacht Dianthidium 
    - Geslacht Duckeanthidium 
    - Geslacht Eoanthidium 
    - Geslacht Epanthidium 
    - Geslacht Euaspis 
    - Geslacht Gnathanthidium 
    - Geslacht Hoplostelis 
    - Geslacht Hypanthidioides 
    - Geslacht Hypanthidium 
    - Geslacht Icteranthidium 
    - Geslacht Indanthidium 
    - Geslacht Larinostelis 
    - Geslacht Neanthidium 
    - Geslacht Notanthidium 
    - Geslacht Pachyanthidium 
    - Geslacht Paranthidium 
    - Geslacht Plesianthidium 
    - Geslacht Pseudoanthidium 
    - Geslacht Rhodanthidium 
    - Geslacht Serapista 
    - Geslacht Stelis 
    - Geslacht Trachusoides 
    - Geslacht Xenostelis 

  - Geslachtengroep Dioxyini 
    - Geslacht Aglaoapis 
    - Geslacht Allodioxys 
    - Geslacht Dioxys 
    - Geslacht Ensliniana 
    - Geslacht Eudioxys 
    - Geslacht Metadioxys 
    - Geslacht Paradioxys 
    - Geslacht Prodioxys 

  - Geslachtengroep Megachilini 
    - Geslacht Coelioxys 
    - Geslacht Megachile 
    - Geslacht Radoszkowskiana 

  - Incertae Sedis
    - Geslacht Neochalicodoma 
    - Geslacht Stellenigris

Familie Meganomiidae 
- Onderfamilie Meganomiinae 
  - Geslacht Ceratomonia Cockerell,1909
  - Geslacht Meganomia 
  - Geslacht Pseudophilanthus Alfken, 1939
  - Geslacht Uromonia Michener, 1981

Familie Melittidae 
- Onderfamilie Dasypodainae 
  - Geslachtengroep Dasypodaini 
    - Geslacht Capicola 
    - Geslacht Dasypoda 
    - Geslacht Eremaphanta 
    - Geslacht Hesperapis 
    - Geslacht Xeralictoides 

  - Geslachtengroep Promelittini 
    - Geslacht Promelitta 

  - Geslachtengroep Sambini 
    - Geslacht Haplomelitta 
    - Geslacht Samba
- Onderfamilie Melittinae 
  - Geslacht Macropis 
  - Geslacht Melitta (Dikpootbijen) 
  - Geslacht Rediviva 
  - Geslacht Redivivoides

Familie Stenotritidae 
- Onderfamilie Stenotritinae 
  - Geslacht Ctenocolletes  
  - Geslacht Stenotritus